# George Johnson (giocatore di football americano)
George Johnson (Glassboro, 11 dicembre 1987) è un giocatore di football americano statunitense attualmente free agent, che ha giocato nel ruolo di defensive end per i Detroit Lions della National Football League (NFL). Non selezionato nell'ambito del Draft NFL 2010, fu in seguito ingaggiato dai Tampa Bay Buccaneers come undrafted free agent. Al college ha giocato a football per la Rutgers University.

## Carriera universitaria
In 4 anni trascorsi nelle file degli Scarlet Knights, Johnson disputò 51 incontri di stagione regolare scendendo in campo come titolare in tutte e 26 le partite di stagione regolare in programma nei suoi anni da juior e senior. Chiuse la sua esperienza universitaria con 134 tackle totali, 31.5 tackle con perdita di yard, 13 sack e 3 fumble recuperati.

## Carriera professionistica

### Tampa Bay Buccaneers
Unico dei 4 atleti della sua università inseriti nel Draft NFL 2010 a non essere selezionato da alcuna squadra, Johnson fu in seguito scelto dai Tampa Bay Buccaneers per far parte della squadra d'allenamento e quindi, a partire dal 10 ottobre, per far parte del roster.
Con i Buccaneers Johnson scese in campo in appena 9 occasioni, mai da titolare, mettendo a segno 7 tackle di cui 1 da solo e 6 assistiti.

### Minnesota Vikings
Il 9 novembre i Minnesota Vikings scelsero Johnson, precedentemente tagliato dai Buccaneers, per far parte della squadra d'allenamento, ed in seguito il 22 dicembre lo inserirono nel roster. Con i Vikings, nel 2012, Johnson prese parte a due incontri senza mettere statistiche a referto.
Il 9 ottobre 2013, dopo non aver preso parte ad alcuno dei primi 4 match disputati dai Vikings durante la stagione regolare, fu svincolato per fare posto al DE Justin Trattou.

### Detroit Lions
Nel 2014, Johnson firmò coi Detroit Lions. Nella prima partita con la nuova uniforme mise a segno i primi 1,5 sack nella vittoria della settimana 1 sui New York Giants.